# إيمان مرسال
إيمان مرسال (30 نوفمبر 1966)، شاعرة وأكاديمية ومترجمة مصرية، ولدت في قرية ميت عدلان التابعة لمركز بني عبيد بمحافظة الدقهلية. تخرجت في جامعة المنصورة، وحصلت على درجتيّ الماجستير والدكتوراة من جامعة القاهرة. فازت بجائزة الشيخ زايد للكتاب في الآداب فرع الآداب عام 2021.

## التعليم
درست إيمان مرسال في مدارس مدينتها  قبل أن تنتقل للدراسة الجامعيّة في جامعة المنصورة، وحصلت فيها على شهادة البكالوريوس، ثمَّ انتقلت إلى جامعة القاهرة لتكمل دراستها، حيث حصلت على شهادة الماجستير في الأدب العربيّ عن دراستها التّناص الصوفي في شعر أدونيس، كما وحصلت على الدكتوراة من الجامعة نفسها عام 2009م عن كتاب أمريكا في كتابة الرحلة العربية. 
  عملت إيمان مرسال في البداية محررة في مجلة أدب ونقد القاهرة، وذلك بعد أن حصلت على شهادة الماجستير. 

## إنجازات
كانت بدايتها في سن العشرين عندما شاركت في إصدار مجلة "بنت الأرض" المستقلة بين عام 1986 و1992. كما نشرت العديد  من قصائدها في عدد من المجلات والصحف، حيث صدر لها ديوان "اتصافات" عن دار الغد في القاهرة عام 1990. وفي منتصف التسعينات صدر لها ديوان شعري بعنوان "ممر معتم يصلح في تعلم الرقص"، كما عملت محررة في مجلة "أدب ونقد" القاهرية، وفي عام 1997 صدر لها ديوان بعنوان "المشي أطول وقت ممكن"، كما نشرت في عام 2006 ديوان بعنوان "جغرافيا بديلة".  ترجمت في نفس العام رواية "بيرة في نادي البلياردو" للكاتب المصري وجيه غالي التي كتبها بالإنجليزية. فيما بعد انتقلت إلى برلين وهي تعمل أستاذة متفرغة لإنهاء كتابها بعنوان "أمريكا في كتابة الرحلة العربية".
حيث ترجمت العديد من أعمالها إلى أكثر من عشرين لغة، في عام 2018.                                          
قد نالت مرسال خلال مسيرتها الأدبية العديد من الجوائز عن هذا الكتاب ومن أبرز هذه الجوائز وهي جائزة الشيخ زايد للكتاب عام 2021م.

## العمل
تركت مرسال مصر إلى مدينة بوسطن الأمريكية في 1998 بعد سنوات من العمل محررةً في مجلة «أدب ونقد» القاهرية بعد حصولها على الماجستير في الأدب العربي بعنوان «التناص الصوفي في شعر أدونيس».
ومن بوسطن إلى ألبرتا- كندا حيث تعمل أستاذ مساعد للأدب العربي ودراسات الشرق الأوسط في جامعة ألبرتا.
أقامت عام 2012 - 2013 في برلين أستاذة متفرّغة لإنهاء كتابها عن «أمريكا في كتابة الرحلة العربية»، وهو تطوير لرسالتها للدكتوراة التي حصلت عليها في 2009 من جامعة القاهرة.

## تجربة النشر
- نُشرت قصائدها منذ بداية التسعينيّات في مجلات مستقلة مثل «الجراد» و«الكتابة الأخرى» ويعدّ كتابها «ممرّ معتم يصلح في تعلّم الرقص» 1995 واحداً من أهم الكتب الشعرية الصادرة عن جيل التسعينيات في الشعر العربي.
- تُرجمت مختارات من عمل مرسال إلى أكثر من 22 لغة آخرها مختارات إلى اللغة الهندية قام بها الشاعر جيت شاتورفيدي في نوفمبر 2012 وصدور «المشي أطول وقت ممكن» مطلع 2013 بالإسبانية عن دار نشر هيوجرا وفيرو، ترجمة لورا سالجورو ومارجريتا أوزاريو منندز.[1]
- شاركت في مهرجانات في دول مختلفة حول العالم ومثلت مصر في مهرجان Poetry Parnessus في لندن في العام 2012، وهو أكبر ملتقى للشعراء في العالم.[6]
- نشرت كتابها «كيف تلتئم: عن الأمومة وأشباحها» في العام 2016 وتراجع فيه مفهوم الأمومة من منظور نفسي وتاريخي.[7]

## أعمال منشورة
- اتصافات، دار الغد، القاهرة، 1990.
- (ممر معتم يصلح لتعلم الرقص) دار شرقيات، القاهرة، طبعة أولى 1995، طبعة ثانية 2004.[8]
- (المشي أطول وقت ممكن) دار شرقيات، القاهرة، 1997.[9]
- (جغرافيا بديلة) دار شرقيات، القاهرة، 2006، طبعة ثانية 2011.[10]
- (حتى أتخلى عن فكرة البيوت) دار شرقيات، القاهرة، 2013.[11]
- (بيرة في نادي البلياردو) تأليف: وجيه غالي [ترجمة] صدرت عن دار الشروق 2013.
- (كيف تلتئم: عن الأمومة وأشباحها) صدر عن مبادرة كيف تـ 2016.[12]
- (ذبابة في الحساء) تأليف: تشارلز سيميك [ترجمة] صدر عن الكتب خان للنشر 2016.[13]
- (في أثر عنايات الزيات) صدر عن الكتب خان للنشر 2018.[14]

## وصلات خارجية
- إيمان مرسال على موقع أرشيف الشارخ.
- مقاطع من المشى أطول وقت ممكن
- قصائد لإيمان مرسال
- ليس هذا أدبا، ياحبيبي
- مدونة إيمان مرسال